# Ланьси (Суйхуа)
Ланьси́ (кит. упр. 兰西, пиньинь Lánxī) — уезд городского округа Суйхуа провинции Хэйлунцзян (КНР). Название уезда означает «к западу от реки Хуланьхэ».

## История
Во времена империи Цин это были заповедные места. С XVIII века сюда стали переселять знамённых маньчжуров, а в середине XIX века разрешили селиться китайцам из пострадавших от стихийных бедствий регионов северного Китая. В 1905 году был образован уезд Ланьси.
В 1931 году Маньчжурия была оккупирована японскими войсками, а в 1932 году было образовано марионеточное государство Маньчжоу-го. 1 декабря 1934 года в Маньчжоу-го была создана провинция Биньцзян, в состав которой вошли эти земли.
В 1945 году Маньчжурия была освобождена Советской армией, и уезд Ланьси оказался в составе провинции Хэйлунцзян. В 1947 году провинции Хэйлунцзян и Нэньцзян были объединены в «Объединённую провинцию Хэйлунцзян и Нэньцзян» (сокращённо — провинцию Хэйнэнь), однако вскоре разделены вновь.
В 1956 году решением Госсовета КНР был образован Специальный район Суйхуа и уезд вошёл в его состав. В 1958 году он был расформирован, и уезд был передан в состав Специального района Сунхуацзян (松花江专区). В 1965 году Специальный район Сунхуацзян был переименован в Специальный район Суйхуа. Во время Культурной революции правительство Специального района Суйхуа в 1967 году было расформировано, а вместо него образован Революционный комитет; сам специальный район в это время трансформировался в Округ Суйхуа (绥化地区). В 1978 году Революционный комитет был преобразован в правительство округа. В 1999 году решением Госсовета КНР округ Суйхуа был преобразован в городской округ Суйхуа.

## Административное деление
Уезд Ланьси делится на 4 посёлков и 11 волостей.
| №  | Название | Название (кит.) | Статус  | Население чел. (2010) | На карте                         |
| -- | -------- | --------------- | ------- | --------------------- | -------------------------------- |
| 1  | Ланьси   | 兰西镇          | поселок | 99709                 | 46°15′30″ с. ш. 126°16′48″ в. д. |
| 2  | Юйлинь   | 榆林镇          | поселок | 34266                 | 46°06′39″ с. ш. 126°16′38″ в. д. |
| 3  | Линьцзян | 临江镇          | поселок | 31150                 | 46°26′27″ с. ш. 126°28′04″ в. д. |
| 4  | Юаньда   | 远大乡          | волость | 27285                 | 46°28′18″ с. ш. 126°03′04″ в. д. |
| 5  | Пиншань  | 平山镇          | поселок | 26909                 | 46°23′20″ с. ш. 126°06′10″ в. д. |
| 6  | Ланьхэ   | 兰河乡          | волость | 25122                 | 46°14′00″ с. ш. 126°25′53″ в. д. |
| 7  | Канжун   | 康荣乡          | волость | 24394                 | 46°10′30″ с. ш. 126°10′56″ в. д. |
| 8  | Хунгуан  | 红光乡          | волость | 23410                 | 46°20′36″ с. ш. 126°17′01″ в. д. |
| 9  | Чанган   | 长岗乡          | волость | 22866                 | 46°20′45″ с. ш. 126°25′59″ в. д. |
| 10 | Чанцзян  | 长江乡          | волость | 22067                 | 46°18′01″ с. ш. 126°31′16″ в. д. |
| 11 | Фэньдоу  | 奋斗乡          | волость | 21166                 | 46°13′50″ с. ш. 126°05′50″ в. д. |
| 12 | Бэйань   | 北安乡          | волость | 18009                 | 46°26′28″ с. ш. 126°14′27″ в. д. |
| 13 | Ляоюань  | 燎原乡          | волость | 16764                 | 46°32′41″ с. ш. 125°49′41″ в. д. |
| 14 | Хунсин   | 红星乡          | волость | 15763                 | 46°17′44″ с. ш. 126°11′54″ в. д. |
| 15 | Синхо    | 星火乡          | волость | 14545                 | 46°27′52″ с. ш. 125°46′12″ в. д. |

## Соседние административные единицы
Уезд Ланьси на северо-востоке граничит с районом Бэйлинь, на севере — с уездами Ванкуй и Цинган, на северо-западе — с городским уездом Аньда, на юго-западе — с городским уездом Чжаодун, на юго-востоке — с территорией города субпровинциального значения Харбин.